# Prijevoj Pino Hachado
Prolaz Pino Hachado (špa. Paso Pino Hachado) je planinski prijelaz kroz Ande koji spaja Čile i Argentinu. To je jedan od glavnih prijevoja južnih Anda, koji povezuje argentinsku rutu RN-242 i čileansku rutu 181-CH. 
Pristupna cesta vodi kroz tunel Las Raíces, na čileanskoj strani. Na svom najvišem vrhu, prolaz Pino Hachado visok je 1884 metra. Klima je hladna i suha, sa zabilježenim ljetnim temperaturama od 25 °C, a zimske temperature zabilježene na -15 °C. Najbliža naseljena mjesta su Las Lajas u Argentini s oko 5000 stanovnika i Liucura u Čileu s oko 700 stanovnika.
Zajednice Las Lajas i Liucura organizirale su projekt pod nazivom El Corredor de los Niños (Dječji koridor). Ovaj program usmjeren je na ujedinjenje školske djece iz obje zajednice i podučavanje vrijednosti zaštite rute, kako ekološki tako iu kontroli prijevoza. Kako bi prošli pokraj Pino Hachada, putnici se moraju zaustaviti i kod čileanske i kod argentinske carinske i imigracijske službe.